# 淑壽公主
淑寿公主（11世纪？—1111年），宋神宗第三女。
生年不详，当在1070年代左右。宋神宗时，始封淑寿公主。宋神宗感念韩琦的功德，欲与他结成姻亲，所以宋哲宗遵照先帝的意思，把公主嫁给韩琦之子韩嘉彦。公主历封温国、曹国、冀国、雍国、越国、燕国公主。宋徽宗政和元年（1111年）薨，追封唐国长公主。后改公主為帝姬，改追封為贤穆长帝姬。